# Giovanni Battista Paggi
Giovanni Battista Paggi (Gênes, 27 février 1554 - 12 mars 1627)  est un peintre italien de l'école génoise.

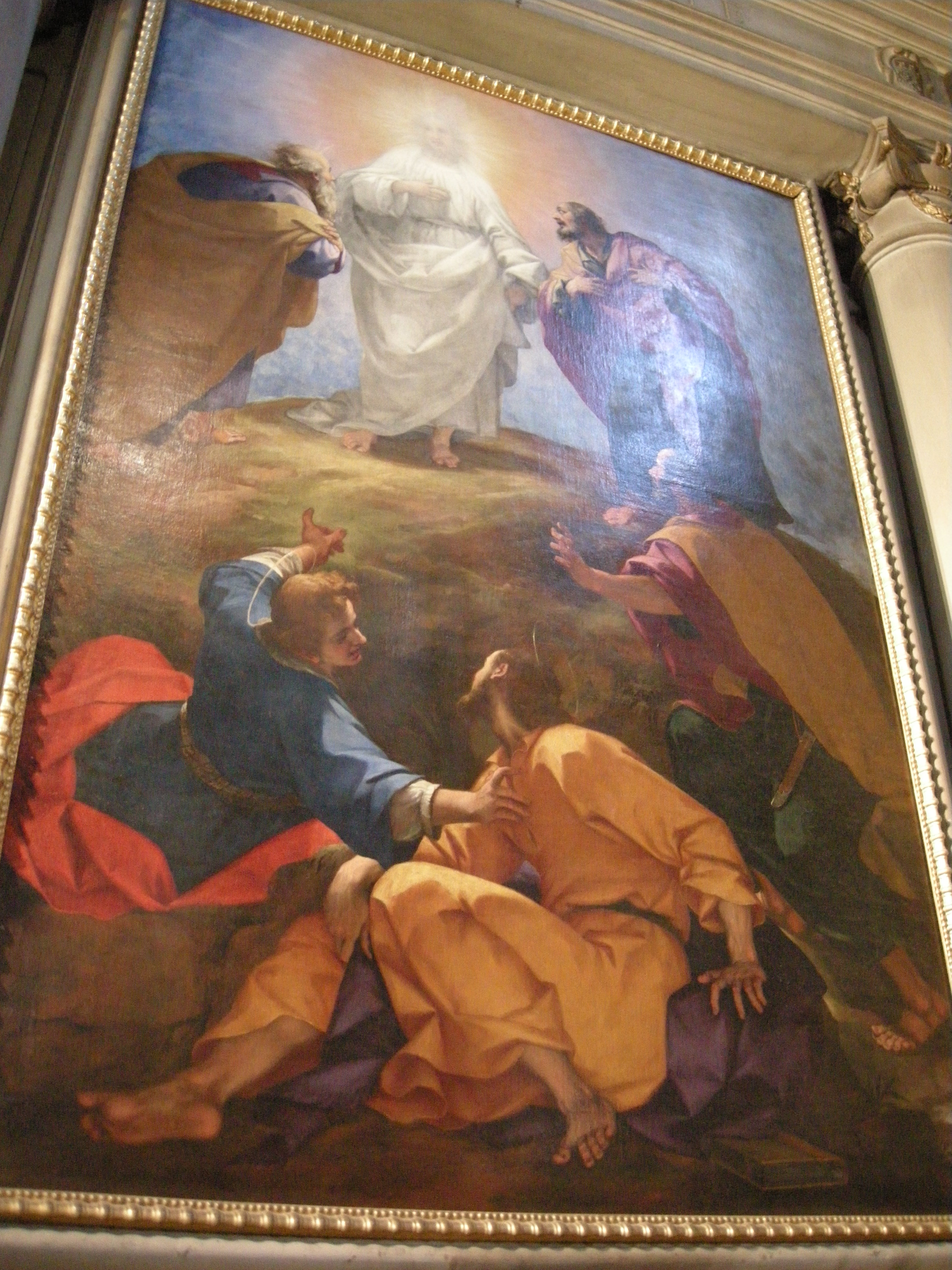
Trasfiguration, basilique San Marco, Florence (1596)

## Biographie
Né d'une famille noble, Giovanni Battista Paggi subit encore jeune, la forte influence du peintre Luca Cambiaso (1527 - 1585).
À la suite d'un homicide, il doit s'enfuir de Gênes en 1579, à l'âge vingt-cinq d'ans, pour se réfugier à Aulla sul Magra, ensuite à Pise. Il y rencontra la princesse de Piombino qui l'introduisit à la cour du grand-duc François Ier de Médicis.
A Florence, il étudie l'art toscan, surtout florentin, auprès de grands maîtres comme Giambologna, Domenico Cresti, Jacopo Chimenti et Lodovico Cigoli. Il y réalisa pour le secrétaire du grand-duc, des œuvres destinées aux villes de Lucques, Pescia et Pise.
Défenseur courageux de la nécessité pour un artiste de travailler hors de toute obligation corporative, il reprend les contacts avec sa ville natale à partir de 1590 et y séjourne pour une courte période, comme hôte de la famille Doria, pour qui il exécute des œuvres. Ce sont les Doria qui l'aideront à retourner définitivement à Gênes en 1599.
Il devient alors le peintre qui enseigna l'art à beaucoup d'artistes qui se sont affirmés dans la période de la grande peinture génoise, encouragés à procéder dans la direction d'une peinture novatrice, en sortant définitivement des contraintes des corporations artisanales.
Des Paggi furent peut-être enterrés dans la Basilica della Santissima Annunziata del Vastato lors de la destruction d'une aile de l'église pendant les bombardements de la Seconde Guerre mondiale.
Parmi ses élèves les plus illustres  figurent Castellino Castello (~1580-1649), Giulio Benso mais aussi Giovanni Domenico Cappellino...
Sa ville natale lui a dédié une rue dans le quartier San Fruttuoso.

## Œuvres
- Le Miracle de sainte Catherine, fresques, grand cloître de Santa Maria Novella, Florence
- La Vierge et l'Enfant avec saint Antoine de Padoue, le jeune Tobie et l'ange Raphaël, huile sur toile, 365 × 210 cm, musée du Cenacolo di San Salvi, Florence. Se trouvait dans l'église Santa Maria Nuova[2].
- Transito di santa Chiara, huile sur toile de 217 cm × 343 cm, Basilica della Santissima Annunziata del Vastato, Gênes
- Le Martyre de sainte Ursule et des vierges, Duomo de Savone
- Vénus et deux amours aiguisant leurs flèches, collection privée, Gênes
- Madone du Rosaire, Accademia ligustica di Belle Arti, Gênes
- Naissance de la Vierge, cathédrale San Martino, Lucques,
- Le Martyre de saint André  (1590), Sant'Agostino, Loano,
- Saint Michel bannit les anges rebelles, couvent des  Colleviti, Pescia,
- L'Annonciation - 1597, cathédrale San Martino, Lucca
- L'Annonciation, Duomo di San Lorenzo, Gênes
- Le Baptême du Christ, église paroissiale  San Giacomo, Pontedecimo,
- Vierge à l'Enfant avec saint Jean, collection privée, Gênes
- La Transfiguration (1596), basilique San Marco, Florence.
- Le Mariage mystique de sainte Catherine d'Alexandrie (vers 1600-1605), huile sur toile, 153 x 126 cm, musée Fabre, Montpellier[3].

## Sources
- (it) Cet article est partiellement ou en totalité issu de l’article de Wikipédia en italien intitulé « Giovanni Battista Paggi » (voir la liste des auteurs).